# Acanthocephalus lucii
Acanthocephalus lucii är en hakmaskart som först beskrevs av Otto Friedrich Müller 1776. Acanthocephalus lucii ingår i släktet Acanthocephalus och familjen Echinorhynchidae. Arten är reproducerande i Sverige. Inga underarter finns listade i Catalogue of Life.